# Ngrencak
Ngrencak is een bestuurslaag in het regentschap Trenggalek van de provincie Oost-Java, Indonesië. Ngrencak telt 4451 inwoners (volkstelling 2010).